# Notocoelis satur
Notocoelis satur är en skalbaggsart som beskrevs av Lewis 1900. Notocoelis satur ingår i släktet Notocoelis och familjen stumpbaggar. Inga underarter finns listade i Catalogue of Life.